# うそこメーカー
『うそこメーカー』とはあるフォームに人の名前やサイト名などを入力することで、占うというネット上のサービスである。いわゆるテキスト入力型のジェネレーターを使用したサイトの一つである。
うそこメーカーのサイトには芸能界で活動中のお笑い芸人、俳優・女優、テレビアナウンサーなどの名前の一覧もある。

## サービス

### 脳内メーカー
- 第一弾

2007年6月16日に公開。それ以降、テレビ番組などで紹介。
- 第二弾：『脳内相性メーカー』
- 第三弾：『前世の脳内メーカー』
- 第四弾：『脳内フェチメーカー』

詳細は脳内メーカーを参照。

### 高校メーカー
- 名前から校訓、生徒数、データ、進路、校歌が表示される。
- データ：偏差値、出身者職業ベスト3、主な留学先。
- 進路：昨年度の卒業生が付いた就職先。

### Tシャツメーカー
- 名前にあった文字がTシャツの上に出る。
- 本製品について：Tシャツが何でできているかが割合で表される。

### 都市メーカー
- 入力した名前のあとに「市」と表示される。
- 名前から人口、各種データ、住民の声、音頭が表示される。
- 各種データは面積、人口密度、平均寿命など。

### 相撲部屋メーカー
- 入力した名前の後に「部屋」と表示される。
- 親方データ、部屋データ、看板力士の一覧が表示される。

### 戦隊メーカー
- 入力した名前の前に「（何とか）戦隊」、名前の後に「ジャー」と表示される。
- 戦隊紹介、隊員（5名）、敵、合体ロボ、テーマソングが表示される。

### 能力メーカー
- 名前を入力すれば、5つの能力とそれぞれに応じた値（どの能力が一番高いか等）がグラフで表示される。

### 確率占い
- メーカーではなく、占いである唯一のサービス。
- 異なった占った日の状況が確率と共に5つ表示される。

### カレンダーメーカー
- 2007年9月23日に公開された。
- 同年9月30日までには累計500万アクセスを突破している。

詳細はカレンダーメーカーを参照。

### お弁当メーカー
- 連続リリース第一弾。
- 2007年10月29日に公開された。
- 入力した名前に応じて、弁当の中身と値段が表示される。

### 鞄の中身メーカー
- 連続リリース第二弾。
- 2007年11月01日に公開された。
- 入力した名前に応じて、鞄の種類と5つの中身が表示される。

### 四字熟語メーカー
- 連続リリース第三弾。
- 2007年11月03日に公開された。
- 入力した名前を表す四字熟語が表示される。